# Davin White
Davin White (* 31. Dezember 1981 in Phoenix, Arizona) ist ein US-amerikanischer Basketballspieler. Nach dem Studium wurde White 2005 Profi und spielte zunächst in Minor Leagues in seinem Heimatland sowie in Mexiko, wo er 2011 als Spieler des Jahres mit den Mineros de Cananea die Meisterschaft der CIBACOPA gewann. Nachdem er 2009 bereits ein erstes kurzzeitiges Engagement in Europa in der serbischen Liga gehabt hatte, schloss er sich während der Basketball-Bundesliga 2011/12 dem deutschen Erstligisten Phoenix Hagen an, bei dem er als Topscorer der Basketball-Bundesliga 2012/13 maßgeblichen Anteil daran hatte, dass dieser erstmals die Play-offs um die deutsche Meisterschaft erreichte. Anschließend spielte White in Bulgarien und seit Jahresende 2013 für Maccabi Rischon LeZion aus Israel.

## Karriere
White begann im Jahr 2000 ein Studium am Chandler-Gilbert Community College (CGCC) im Maricopa County seines Heimatstaats. Für deren Hochschulmannschaft Coyotes in der National Junior Collegiate Athletic Association (NJCAA) hält er diverse persönliche Rekorde. Nach zwei Spielzeiten bis 2002 hatte er später die Möglichkeit, sein Studium an der California State University, Northridge fortzusetzen, wo er von 2003 zwei weitere Collegespielzeiten bei den Matadors in der Big West Conference der NCAA Division I spielte. 2004 konnte man das Finalspiel der Big West erreichen, das mit zwei Punkten Differenz verloren ging, so dass man ohne Teilnahme an der landesweiten NCAA-Endrunde blieb.
Nach dem Studienende 2005 wurde White Profi und schloss sich zunächst in der ABA den in Kanada ansässigen Niagara Daredevils an, die jedoch vor Saisonstart den Betrieb einstellten. Zurück in Arizona ging White jenseits der Grenze nach Mexiko zu den Mineros aus Cananea, die in der CIBACOPA-Meisterschaft Nordwestmexikos spielen. Mit der Mannschaft gewann er 2006 die Vizemeisterschaft in ihrer Premierensaison in der CIBACOPA. Anschließend sollte White auch in der LNBP Mexikos in der Saison 2006 für eine Mannschaft aus Tamaulipas spielen. Schließlich rückte White im September 2006 in den erweiterten Kader der Phoenix Suns, des Klubs aus seiner Heimatstadt in der am höchsten dotierten Profiliga National Basketball Association (NBA). Hier wurde er erst kurz vor Saisonbeginn Ende Oktober wieder aus dem Kader gestrichen. Daraufhin ging White zurück Kalifornien und spielte für die neu gegründeten Arsenal aus Anaheim in der NBA Development League (D-League). In den folgenden beiden Spielzeiten für die Arsenal sowie am Ende der Saison 2007/08 für die Colorado 14ers konnte sich White jedoch erneut nicht für einen Einsatz in der NBA empfehlen. Für die Mineros de Cananea war er daraufhin wieder in der CIBACOPA aktiv, in der er auch zum All-Star-Game 2008 geladen wurde.
Im Januar 2009 verpflichte der serbische Erstligist KK Lions aus Vršac in der Košarkaška liga Srbije White für einen Kurzzeitvertrag. Nachdem dieser bereits nach Mexiko zurückgekehrt und zwei Einsätze in der LNBP hatte, wurde der Vertrag für den Rest der Spielzeit in Serbien verlängert. KK Lions erreichte den ersten Platz in der Vorrunde, die ohne die in internationalen Wettbewerben und der ABA-Liga tätigen Mannschaften ausgespielt wurden. In der Zwischenrunde, beziehungsweise der Qualifikation für die Play-offs, konnte man sich dann bei der Teilnahme dieser Mannschaften nicht mehr für die Meisterschaftsendrunde qualifizieren und sicherte sich am Ende den fünften Platz in der serbischen Meisterschaft. Nach seinem ersten Engagement in Europa kehrte White jedoch nach Mexiko zurück und spielte für die Mineros de Cananea in den folgenden beiden Spielzeiten in der CIBACOPA. Mit der Mannschaft gewann er 2011 die Meisterschaft der CIBACOPA und wurde als „Spieler des Jahres“ ausgezeichnet. In der Saison 2011/12 wurde er schließlich von den Halcones aus Xalapa verpflichtet. Mit dem Rekordmeister der LNBP schied er jedoch in den Viertelfinal-Play-offs der Meisterschaft aus.
Nach dem Aus in den Meisterschafts-Play-offs in Mexiko 2012 war White frei für eine Verpflichtung durch den deutschen Erstligisten Phoenix aus Hagen, der trotz der Schreibweise seinen Namen nicht von Whites Geburtsstadt, sondern vom mythologischen Vogel Phönix herleitet. Mit dem Verein erreichte er den erneuten Klassenerhalt in der Basketball-Bundesliga 2011/12. Anschließend war er erneut für die Mineros in der CIBACOPA aktiv, die jedoch ihren Titel nicht verteidigen konnten. Mit den Hagenern konnte sich White auf eine Weiterverpflichtung für die Basketball-Bundesliga 2012/13 einigen, in der White zum Topscorer aller Spieler avancierte und maßgeblichen Anteil am erstmaligen Erreichen der Meisterschaftsendrunde für den Hagener Verein hatte. Dort schied man jedoch in der ersten Play-off-Runde gegen Titelverteidiger Brose Baskets aus. Anschließend unterschrieb White für die folgende Spielzeit einen Vertrag beim bulgarischen Meister PBK Lukoil Akademik aus der Hauptstadt Sofia. Nach dem Ausscheiden in der Vorrunde des Eurocup 2013/14 verließ White jedoch den Verein und wechselte nach Israel zu Maccabi aus Rischon LeZion in der höchsten Spielklasse Ligat ha’Al, womit eine Rückkehr in die deutsche Bundesliga nicht zustande kam.